# 리카르도 실바 스타디움
리카르도 실바 스타디움(Riccardo Silva Stadium)은 미국의 다목적 경기장이다. 플로리다주 마이애미에 위치하고 있으며 현재 NASL 마이애미 FC의 홈경기장이다.